# Aragonensium rerum commentarii
Aragonensium rerum commentarii (Comentarios de las cosas de Aragón) es una obra escrita en latín por Jerónimo Blancas, entre 1578 y 1588, año en la que fue publicada por Lorenzo y Diego Robles en Zaragoza, en la antigua Corona de Aragón. La obra describe la institución y la historia de los Justicias de Aragón y recoge la biografía de cuarenta y nueve de ellos, desde Pedro Jiménez al contemporáneo de Blancas, Juan de Lanuza y Perellós. En la época en la que la obra fue creada las relaciones entre la corte real y las instituciones aragonesas eran tensas, con los problemas en el condado de Ribagorza y el rechazo de los aragoneses al creciente poder de la Inquisición y de la Real Audiencia, conflicto que desembocaría unos pocos años después en las Alteraciones de Aragón y la decapitación por orden de Felipe II del entonces Justicia, Juan de Lanuza y Urrea.
Jerónimo Blancas compiló en el año 1578 una lista de los Justicias de Aragón de los que había noticias, con la intención de escribir un comentario sobre cada uno de ellos. En el 1583 la obra, escrita en latín, había crecido considerablemente, llamándola Blancas Commentarios in Fastos de Iustitiis Aragonum (Comentarios a los Fastos sobre los Justicias de Aragón). Blancas pidió permiso al Consejo de Aragón para publicarlo, pero se le fue denegado. Sin embargo, el rey revocó la negativa del Consejo y le permitió publicarlo, pero con la condición de hacer ciertos cambios. El Consejo pensaba que la obra glorificaba demasiado el justiciazgo y Blancas se vio obligado a excluir el legendario juramento de los reyes de Aragón y el texto del Privilegio de la Unión. La obra fue finalmente publicada en el año 1588 con el nombre de Aragonensium rerum commentarii (Comentarios de las cosas de Aragón).
Dice Blancas en la introducción a los diputados del reino en su obra que los Anales de Jerónimo Zurita, su predecesor en el cargo de Cronista del Reino de Aragón, eran criticados «por haber tratado harto superficialmente la institución del Magistrado Justicia de Aragón.» En esta obra Blancas pretende «ilustrar con más extensos comentarios» sus previos Fastos de los justicias de Aragón. Además de describir la institución y el origen del Justicia, incluye un compendio de la historia de los reyes de Aragón y de sus nobles, magistrados e instituciones.
En esta obra Blancas describe en detalle la historia de un legendario Reino de Sobrarbe y de unos también míticos Fueros de Sobrarbe, que afirmaban la supremacía del justiciazgo y el derecho de los aragoneses a depones a su rey si este no respetaba sus fueros. La obra ha sido criticada por su falta de rigurosidad en el análisis de la veracidad de sus fuentes y por la tendencia de Blancas a modificar lo dicho en las fuentes para elaborar una historia que realzara la institución del justiciazgo.